# Schnabelia tetradonta
Schnabelia tetradonta là một loài thực vật có hoa trong họ Hoa môi. Loài này được (Y.Z.Sun) C.Y.Wu & C.Chen miêu tả khoa học đầu tiên năm 1964.